# Baphia leptostemma
Baphia leptostemma är en ärtväxtart som beskrevs av Henri Ernest Baillon. Baphia leptostemma ingår i släktet Baphia och familjen ärtväxter.

## Underarter
Arten delas in i följande underarter:
- B. l. gracilipes
- B. l. leptostemma